# Longwé
Ne doit pas être confondu avec Longwy.
Pour les articles homonymes, voir Longwé-l'Abbaye.
Longwé est une commune française, située dans le département des Ardennes en région Grand Est.

## Géographie
|         | La Croix-aux-Bois | Boult-aux-Bois |
| Falaise | Longwé            | Briquenay      |
|         | Olizy-Primat      | Grandpré       |

### Hydrographie
La commune est dans la région hydrographique « la Seine du confluent de l'Oise (inclus) à l'embouchure » au sein du bassin Seine-Normandie. Elle est drainée par le ruisseau de Longwe, le cours d'eau 01 du Bois de Ham, le Fossé 01 de la commune de Olizy-Primat, le ruisseau des Ouvions, le cours d'eau 01 de la commune de Falaise, le Fossé 03 de la commune de Longwe, le Fossé 04 de la commune de Longwe et divers autres petits cours d'eau,.

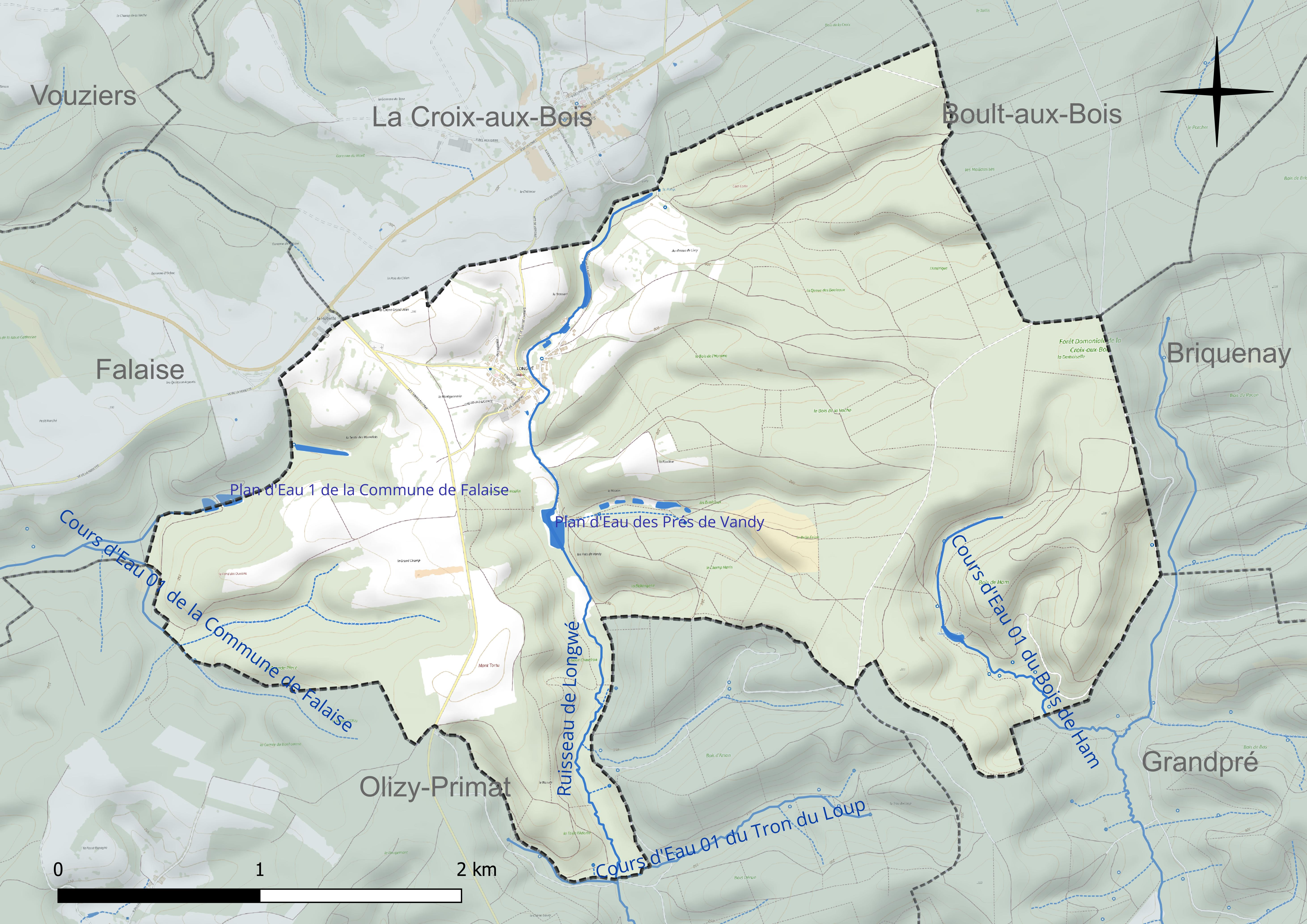
Réseau hydrographique de Longwé.

Trois plans d'eau complètent le réseau hydrographique : le plan d'eau 1 de la commune de Falaise, d'une superficie totale de 1 ha (0,3 ha sur la commune), le plan d'eau des Prés de Vandy (1,3 ha) et l'étang Demoiselle (0,4 ha),.

### Climat
Pour des articles plus généraux, voir Climat du Grand Est et Climat des Ardennes.
En 2010, le climat de la commune est de type climat de montagne, selon une étude du Centre national de la recherche scientifique s'appuyant sur une série de données couvrant la période 1971-2000. En 2020, Météo-France publie une typologie des climats de la France métropolitaine dans laquelle la commune est exposée à un climat océanique altéré et est dans la région climatique Nord-est du bassin Parisien, caractérisée par un ensoleillement médiocre, une pluviométrie moyenne régulièrement répartie au cours de l’année et un hiver froid (3 °C).
Pour la période 1971-2000, la température annuelle moyenne est de 9,9 °C, avec une amplitude thermique annuelle de 15,8 °C. Le cumul annuel moyen de précipitations est de 928 mm, avec 13,4 jours de précipitations en janvier et 9,2 jours en juillet. Pour la période 1991-2020, la température moyenne annuelle observée sur la station météorologique de Météo-France la plus proche, « Montcheutin_sapc », sur la commune de Montcheutin à 11 km à vol d'oiseau, est de 11,0 °C et le cumul annuel moyen de précipitations est de 721,9 mm. 
La température maximale relevée sur cette station est de 41,2 °C, atteinte le 25 juillet 2019 ; la température minimale est de −15,5 °C, atteinte le 20 décembre 2009,,.
Les paramètres climatiques de la commune ont été estimés pour le milieu du siècle (2041-2070) selon différents scénarios d'émission de gaz à effet de serre à partir des nouvelles projections climatiques de référence DRIAS-2020. Ils sont consultables sur un site dédié publié par Météo-France en novembre 2022.

## Urbanisme

### Typologie
Au 1er janvier 2024, Longwé est catégorisée commune rurale à habitat très dispersé, selon la nouvelle grille communale de densité à 7 niveaux définie par l'Insee en 2022.
Elle est située hors unité urbaine. Par ailleurs la commune fait partie de l'aire d'attraction de Vouziers, dont elle est une commune de la couronne,. Cette aire, qui regroupe 45 communes, est catégorisée dans les aires de moins de 50 000 habitants,.

### Occupation des sols
L'occupation des sols de la commune, telle qu'elle ressort de la base de données européenne d’occupation biophysique des sols Corine Land Cover (CLC), est marquée par l'importance des forêts et milieux semi-naturels (82,7 % en 2018), une proportion identique à celle de 1990 (82,7 %). La répartition détaillée en 2018 est la suivante : 
forêts (82,7 %), terres arables (9,5 %), prairies (4 %), zones agricoles hétérogènes (3,9 %). L'évolution de l’occupation des sols de la commune et de ses infrastructures peut être observée sur les différentes représentations cartographiques du territoire : la carte de Cassini (XVIIIe siècle), la carte d'état-major (1820-1866) et les cartes ou photos aériennes de l'IGN pour la période actuelle (1950 à aujourd'hui).

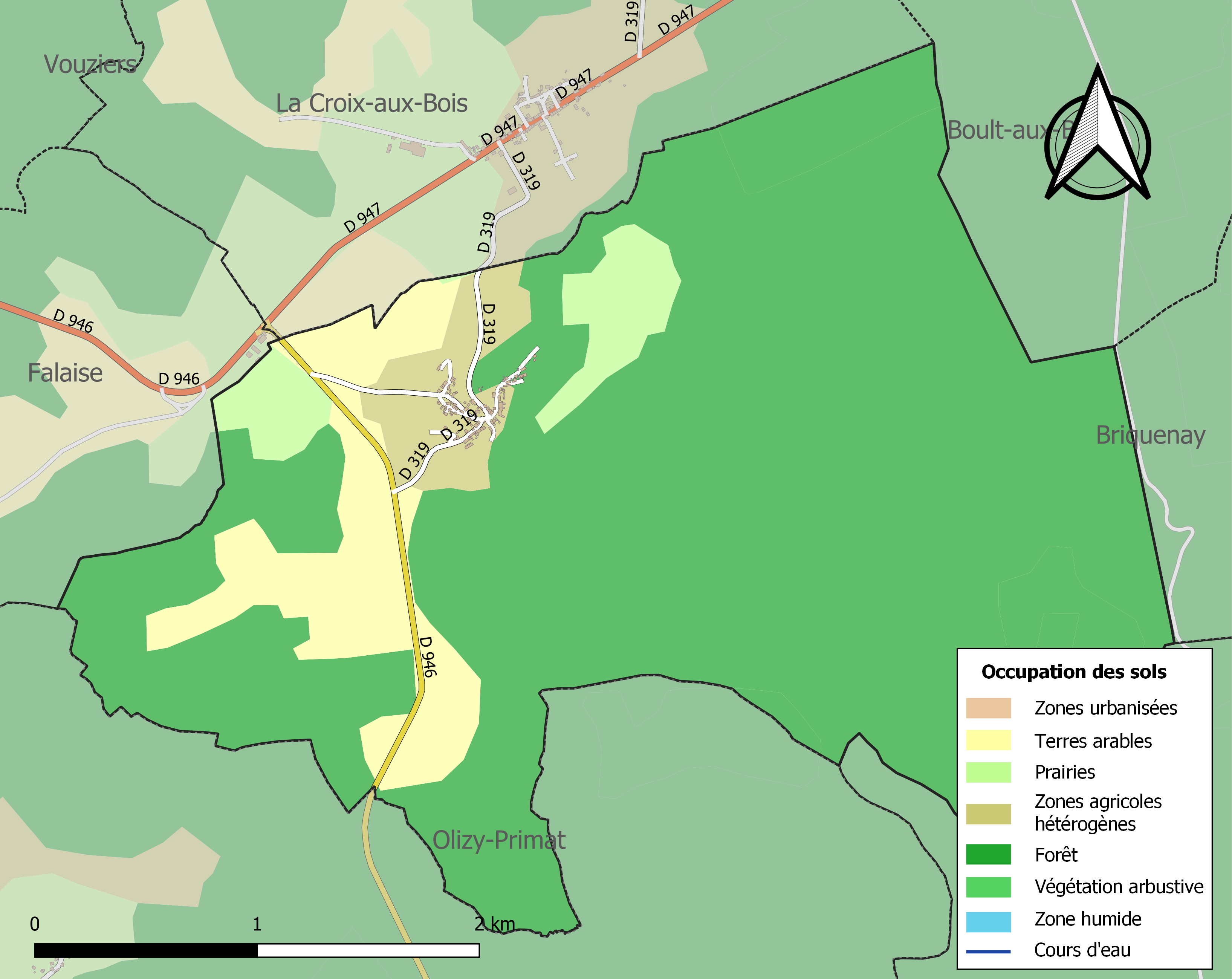
Carte des infrastructures et de l'occupation des sols de la commune en 2018 (CLC).

## Histoire

### Durant l'Ancien Régime
La Statistique  des élections de Reims, Rethel et Sainte-Ménehould dressée en 1657 par le sieur Terruel en vue du projet de cadastre général de la généralité de Chalons, ensuite du projet du maréchal de Fabert indique : 
« Longwé-lez-la-Croix et Livry, au seigneur de Treshières. — Terre stérile 180 arpents labourables, dont 49 aux habitants — Prés 38, dont 19 aux hab. — Beaucoup de bois et usages à nourrir bétail. — Charrues 5. — Mén. 29 et 9 demi, la plupart manouvriers travaillent aux bois. — Paye à Rocroy 40 livres. — Taille 143 l. — 575 l. (en 1657) — Launoy, hameau désert. — La Nouadan, un hab. et 3 demi. — Le Moulinet, moulin de l'abbaye de Lendève. — Le moulin des bois à Lendève et Chamiot, hameau désert. »

## Toponymie
Longovado (avant 1312), Loncweis (1316), Lonweiz/Lonwez (1347).

## Politique et administration
| Période                                  | Période                   | Identité                                        | Étiquette | Qualité  |
| ---------------------------------------- | ------------------------- | ----------------------------------------------- | --------- | -------- |
| mars 1989                                | mars 2001                 | Martine Nizet                                   | RPR-UMP   |          |
| mars 2001                                | mars 2008                 | Nicolas Malherbe                                | UMP       |          |
| mars 2008                                | 19 décembre 2011          | Gérard Gruson                                   | UMP       |          |
| mars 2012                                | En cours (au 23 mai 2020) | Patrick Lesoille Réélu pour le mandat 2020-2026 |           | Retraité |
| Les données manquantes sont à compléter. |                           |                                                 |           |          |

## Démographie
L'évolution du nombre d'habitants est connue à travers les recensements de la population effectués dans la commune depuis 1793. Pour les communes de moins de 10 000 habitants, une enquête de recensement portant sur toute la population est réalisée tous les cinq ans, les populations de référence des années intermédiaires étant quant à elles estimées par interpolation ou extrapolation. Pour la commune, le premier recensement exhaustif entrant dans le cadre du nouveau dispositif a été réalisé en 2007.

En 2022, la commune comptait 66 habitants, en évolution de −16,46 % par rapport à 2016 (Ardennes : −2,97 %, France hors Mayotte : +2,11 %).
| 1793 | 1800 | 1806 | 1821 | 1831 | 1836 | 1841 | 1846 | 1851 |
| ---- | ---- | ---- | ---- | ---- | ---- | ---- | ---- | ---- |
| 407  | 415  | 445  | 470  | 494  | 517  | 504  | 497  | 503  |

| 1866 | 1872 | 1876 | 1881 | 1886 | 1891 | 1896 | 1901 | 1906 |
| ---- | ---- | ---- | ---- | ---- | ---- | ---- | ---- | ---- |
| 483  | 434  | 420  | 423  | 402  | 415  | 414  | 404  | 374  |

| 1911 | 1921 | 1926 | 1931 | 1936 | 1946 | 1954 | 1962 | 1968 |
| ---- | ---- | ---- | ---- | ---- | ---- | ---- | ---- | ---- |
| 376  | 233  | 248  | 222  | 218  | 187  | 146  | 139  | 153  |

| 1975 | 1982 | 1990 | 1999 | 2006 | 2007 | 2012 | 2017 | 2022 |
| ---- | ---- | ---- | ---- | ---- | ---- | ---- | ---- | ---- |
| 129  | 101  | 97   | 82   | 88   | 89   | 89   | 73   | 66   |

## Lieux et monuments
Le village, encaissé dans une cuvette, comprend en son centre, qui est aussi le niveau le plus bas, un monument aux morts qui, quoique modeste, fut (et est peut-être toujours) le lieu de rassemblement des habitants chaque 14-Juillet.
Longwé possède aussi une église remarquable et plusieurs lavoirs aux quatre coins du village.La commune ne possède plus qu'un lavoir sans eau la source ayant été perdue à la suite de travaux ; l'autre lavoir alimenté par une source s'est écroulé par négligence de la municipalité.
- Église Sainte-Marie-Madeleine de Longwé.